# جام باشگاه‌های کشتی آزاد جهان
جام باشگاه‌های کشتی جهانرقابتی بین‌المللی بین باشگاه‌های کشتی ای که به نمایندگی از کشورهای عضو اتحادیه جهانی کشتی (UWW) که
ساختاری از بدنهٔ اصلی و جهانی این ورزش است، برگزار می‌گردد. این مسابقات به پیشنهاد فدراسیون کشتی جمهوری اسلامی ایران در سال ۲۰۱۴ برای اولین بار در ایران برگزار شد.

## تاریخچه

### جام ۲۰۱۴
اولین تاریخ برگزاری این سری از رقابت‌ها با نام جام باشگاه‌های کشتی جهان به میزبانی ایران در تاریخ ۱۳۹۳٫۹٫۶ در سالن حاجی زاده شهر جویبار استان مازندران راس ساعت ۹ صبح به وقت محلی با شرکت ۱۴ تیم خارجی و ۳ تیم از ایران آغاز به کار کرد.
در ضمن در تقویم اتحادیه جهانی کشتی از این مسابقات که متأسفانه از سوی فدراسیون کشتی ایران بسیار بزرگ جلوه داده شده و به‌طور گسترده نیز در مورد آن تبلیغ می‌شود، به عنوان یک تورنمنت معمولی نام برده شده‌است.
همچنین براساس تقویم سال ۲۰۱۵ اتحادیه، این مسابقات قرار بود دوباره با همان نام یعنی جام باشگاهای جهان به ترتیب آزاد دراستان مازندران و فرنگی در استان خوزستان ایران برگزار شود.
در دیدار فینال این رقابت‌ها تیم بیمه رازی شهدای جویبار از سد تیم تایتان مرکوری آمریکا گذشت و به مقام قهرمانی این رقابت‌ها دست یافت.
جوایز نقدی این دوره از رقابت‌ها به ترتیب برای عناوین اول تا سوم ۲۵، ۱۵ و ۱۰ هزار دلار بود.

تیم بیمه رازی در فینال این رقابت‌ها با نتیحه ۶–۲ تیم تایتان مرکوری آمریکا را شکست داده و فاتح این رقابت‌ها شد. تیم شورای شهر کرج نیز با پیروزی ۷ بر ۱ مقابل اتحادیه کشتی چین عنوان سوم را کسب کرد.
کشتی گیران تیم بیمه رازی در اوزان ۵۷، ۶۱، ۶۵، ۷۰، ۸۶ و ۹۷ کیلوگرم به پیروزی رسیدند و نمایندگان تایتان مرکوری نیز در اوزان ۷۴ و ۱۲۵ کیلوگرم صاحب پیروزی شدند. پس از تیم‌های بیمه رازی و تیتان مرکوری، تیم شورای شهر کرج نیز با پیروزی ۷ بر یک مقابل اتحادیه کشتی چین عنوان سوم را کسب کرد.

### جام ۲۰۱۵
دومین دوره از این رقابت‌ها در تاریخ ۲۶ و ۲۶ نوامبر ۲۰۱۵ برابر با ۵–۶ آذر ماه ۱۳۹۴ در مجموعه ورزشی آزادی در تهران به میزبانی ایران برگزار شد.
در پی پیشنهادی جوایز نقدی نسبت به دورهٔ قبل جوایز به ترتیب به ۵۰، ۳۰ و ۲۰ هزار دلار افزایش یافت. در مجموع ۱۵ تیم در این رقابت‌ها شرکت کردند.

بیمه رازی با پیروزی ۷–۱ مقابل تایتان مرکوری موفق به کسب عنوان قهرمانی رقابت‌های کشتی آزاد جام باشگاه‌های جهان ۲۰۱۵ شد.
ولادیمیر خینچگاشویلی، بهنام احسان پور، مسعود اسماعیل پور، رسول حاجی ماگومدوف، میثم مصطفی جوکار، رضا یزدانی و کمیل قاسمی هفت کشتی‌گیر تیم بیمه رازی بودند که موفق شدند از سد هم وزن‌های خود از تیم تایتان مرکوری گذشته و این پیروزی بزرگ را برای نماینده کشورمان رقم بزنند. علیرضا قاسمی در وزن ۷۴ کیلوگرم تنها بازنده بیمه رازی در این دیدار بود.
حساس‌ترین و جذاب‌ترین بازی دیدار فینال را جک وارنر (قهرمان المپیک ۲۰۱۲) و رضا یزدانی کشتی‌گیر مطرح کشورمان در وزن ۹۷ کیلوگرم برگزار کردند که این دیدار با برتری ده بر صفر یزدانی در عرض یک دقیقه و بیست و نه ثانیه همراه بود.

دیدار رده‌بندی میان تیم‌های کفایتی خراسان و تاشیر ارمنستان در حضور حدود ۵ هزار تماشاگر در سالن ۱۲ هزار نفری آزادی تهران برگزار شد که تیم خراسانی موفق شد این مسابقه را با حساب ۷ بر ۱ به سود خود پایان دهد و بر سکوی سوم مسابقات و جایزه ۲۰ هزار دلاری برسد.

همچنین خرس قهوه‌ای در منطقه پاسارگاد شیراز به عنوان نماد دومین دوره رقابت‌های کشتی آزاد جام باشگاه‌های جهان انتخاب شد.
خرس قهوه‌ای پاسارگاد از گونه‌های در حال انقراض است که تلاش می‌شود زیستگاه این حیوان به عنوان منطقه حفاظت شده در این دوره از رقابت‌های کشتی آزاد جهان معرفی شود.

## جام ۲۰۱۶
سومین دوره رقابت‌های کشتی آزاد جام باشگاه‌های جهان که از روز گذشته (چهارشنبه) در چهار گروه و با حضور ۱۲ تیم در سالن لوکوموتیو شهر خارکف اوکراین آغاز شده بود، با پیروزی ۴ بر ۳ تایتان مرکوری آمریکا مقابل بیمه رازی ایران و قهرمانی آمریکایی‌ها به پایان رسید. در این بین تیم غلامرضا محمدی به عنوان نایب قهرمانی رسید. در کشتی‌هایی که بین نماینده ایران و آمریکا برگزار شد، آمریکایی‌ها موفق شدند در وزن‌های ۷۰، ۷۴، ۸۶ و ۱۲۵ کیلوگرم، به ترتیب آتسماز ساناکویف، رضا افضلی، علیرضا کریمی و پرویز هادی را شکست دهند. حسن رحیمی، الیاس بک بولاتوف و عباس طحان هم در اوزان ۵۷، ۶۵ و ۹۷ کیلوگرم برای بیمه رازی به پیروزی رسیدند.
نتیجه کشتی وزن ۶۱ کیلوگرم هم بین مسعود اسماعیل‌پور و ولادمیر خینچیگاشویلی به دلیل دیسکالیفه شدن هر دو کشتی‌گیر محسوب نشد. تیم کشتی بیمه رازی در اولین روز این رقابت‌ها و در مرحله گروهی دیدار خود در گروه C را با پیروزی ۸ بر صفر مقابل تیم چپلی بی سی مجارستان آغاز کرده بود و سپس در دومین دیدار خود با نتیجه قاطع ۸ بر صفر از سد نماینده قرقیزستان گذشت تا به عنوان تیم اول گروه C این رقابت‌ها به کار خود ادامه دهد. در مرحله نیمه نهایی هم بیمه رازی با شکست نماینده ارمنستان به فینال رسیده بود تا با تایتان مرکوری آمریکا روبه‌رو شود. در نهایت بیمه رازی با شکست ۴ بر ۳ به کار خود پایان داد تا عنوان دومی را به دست آورد.
در دیدار برای کسب مقام پنجم، تیم ستارگان ساری مقابل تیم قهرمان گرجستان با نتیجه ۷ بر یک شکست خورد و ششم شد.

## قالب و قوانین برگزاری این مسابقات
مدت برگزاری این مسابقات دو روزه بوده و تیم‌های اول هر گروه به ترتیب گروه‌بندی، رقابت‌های نیمه‌نهایی را برای حضور در مرحله نهایی با یکدیگر برگزار خواهند کرد. تیم‌های برتر رقابت‌های نیمه نهایی برای فینال و تیم‌های بازنده برای کسب رتبه سوم و چهارمی رقابت خواهند کرد. چهار تیم دوم هر گروه نیز به همین ترتیب برای کسب عناوین پنجم، ششم، هفتم و هشتم رقابت می‌نمایند. رقابت برای کسب مقام نهم و دهم توسط دو تیمی (تیم سوم به بعد) که در میان چهار گروه ذی‌ربط، از امتیاز برتری برخوردار باشند برگزار خواهد شد. دو تیم رقابت‌کننده برای کسب مقام نهم و دهم نمی‌توانند از یک گروه باشند.
بر اساس قوانین اولین دوره از این سری رقابت‌ها تیم‌های اول تا سوم به ترتیب ۲۵، ۱۵ و ۱۰ هزار دلار جایزه نقدی دریافت کردند
با توجه به سیاست‌های آژانس جهانی ضد دو پینگ (وادا) و حضور نمایندگان این آژانس در مسابقات جام باشگاه‌های جهان، فدراسیون کشتی برای پیشگیری از ضرر و زیان‌های مادی و معنوی افزون تر فدراسیون و تیم‌های میزبان شرکت‌کننده در این مسابقات اقدام به انجام آزمون سلامت پزشکی از کلیه کشتی گیران شرکت‌کننده از سوی باشگاه‌های زیربط در این رقابت‌ها می‌کند.
کشتی‌گیرانی که از انجام آزمایش‌های سلامت پزشکی خودداری کنند، محروم محسوب شده و شرکت آن‌ها در مسابقات ممنوع است.

## مسابقات نهایی-فینال در یک نگاه

### کشتی آزاد مردان
| سال | قهرمان    | نتیجه     | نایب قهرمان                 | ورزشگاه                                               |
| --- | --------- | --------- | --------------------------- | ----------------------------------------------------- |
| ۲۰۱۴ | بیمه رازی | ۲۲+ – ۸+  | باشگاه تایتان مرکوری آمریکا | سالن مهدی حاجی زاده شهر جویبار استان مازندران، جوببار |
| ۵۷ کیلوگرم: تونی روماس (۰–۹) حسن رحیمی. ۶۱ کیلوگرم: جو کولون (۰–۱۰) بخان گوی گریف، برنده. ۶۵ کیلوگرم: ریس هافمری (۴–۴) ماگومد قربان علی اف، برنده. ۷۰ کیلوگرم: آدام هال (۰–۳) مهدی تقوی، برنده. ۷۴ کیلوگرم: اندرو هاو، برنده (۱–۲) عزت‌اله اکبری. ۸۶ کیلوگرم: دارن وین (۲–۱۰) محمد جواد ابراهیمی. ۹۷ کیلوگرم: وین ماچالاک (۰–۱۲) جمال میرزایی. ۱۲۵ کیلوگرم: تیرل فورچون، برنده (۳–۳) سیدرضا موسوی.                                   |           |           |                             |                                                       |
| ۲۰۱۵ | بیمه رازی | ۴۳+ – ۱۲+ | باشگاه تایتان مرکوری آمریکا | مجموعه ورزشی آزادی، تهران                             |
| (اسامی نماینده ایران در ابتدا آمده‌است) ۵۷ کیلوگرم: ولادیمیر خینچگاشویلی ۴ – ۱ تونی راموس. ۶۱ کیلوگرم: بهنام احسانپور ۵ – ۱ دانیل دنیس. ۶۵ کیلوگرم: مسعود اسماعیل پور ۵ – ۱ مرتضی قیاسی. ۷۰ کیلوگرم: ماگومد رسول حاجی ماگومداف ۱۱ – ۰ داستین اسکلاتر. ۷۴ کیلوگرم: علیرضا قاسمی ۲ – ۷ اندرو هاو. ۸۶ کیلوگرم: میثم مصطفی جوکار ۳– ۲ مجتبی گلیج. ۹۷ کیلوگرم: رضا یزدانی ۱۰ – ۰ جاکوب وارنر. ۱۲۵ کیلوگرم: کمیل قاسمی ۳ – ۰ رابرت تلفورد. |           |           |                             |                                                       |

### کشتی فرنگی مردان
| سال | قهرمان         | نتیجه | نایب قهرمان | ورزشگاه               |
| --- | -------------- | ----- | ----------- | --------------------- |
| ۲۰۱۴ | پاستور اندیمشک | ۶ – ۲ | سامورگاشف   | سالن کوثر آبادان      |
| ۵۹ کیلوگر: سامان عبدولی موفق شد آرتور سلیمانوف را سه اخطاره کند. ۶۶ کیلوگر: مهدی زیدوند (۷–۴) الکسی کیانکین. ۷۱ کیلوگر: رامین طاهری (۱–۳) چنگیز لابازانف. ۷۵ کیلوگرم: سعید عبدولی (۲–۰) روسلان ایساکف (سه اخطاره شد). ۸۰ کیلوگرم: مهدی هدایی (۱–۲) یوگنی سالی‌اف. ۸۵ کیلوگرم: داود عابدین‌زاده (برنده)(۱–۱)الکسی میشین. ۹۸ کیلوگرم: سیدمصطفی صالحی‌زاده(۴–۲) اسلام ماگومدف. ۱۳۰ کیلوگرم: بهنام مهدی‌زاده (برنده) (۲–۴) واسیلی پارشین (۳ اخطاره شد).         |                |       |             |                       |
| ۲۰۱۵ | بیمه رازی      | –     | دینامو      | سالن خلیج فارس خرمشهر |
| ۵۹ کیلوگرم: نرک خاچاطوریان (۶–۸) محسن حاجی پور. ۶۶ کیلوگرم: هوهانس واردسیان (۰–۶) – امید نوروزی. ۷۱ کیلوگرم: آرمن هاکوپیان (۰–۴)افشین بیابانگرد. ۷۵ کیلوگرم: روبن غریبیان (۰–۹) سعید عبدولی. ۸۰ کیلوگرم: گقام تورگومیان (۰–۳) یوسف قادریان. ۸۵ کیلوگرم: آرگیشتی آبگاریان (۰–۸) حبیب‌الله اخلاقی. ۹۸ کیلوگرم: کورن آبگاریان (۰–۸) مهدی علیاری. ۱۳۰ کیلوگرم: واچیک یقیازاریان به دلیل دیسکالیفه شدن بشیر باباجان‌زاده در مرحله قبل، با امتیاز ۵–۰ پیروز شد. |                |       |             |                       |

## نتایج

### کشتی آزاد مردان
| سال      | میزبان شهر | تاریخ       | مقام ۱           | مقام ۲                | مقام ۳        | مقام ۴           | مقام ۵        | مقام ۶           | مقام ۷        | مقام ۸     | مقام ۹        | مقام ۱۰            | مقام ۱۱   | مقام ۱۲       | مقام ۱۳            | مقام ۱۴                | مقام ۱۵   |
| -------- | ---------- | ----------- | ---------------- | --------------------- | ------------- | ---------------- | ------------- | ---------------- | ------------- | ---------- | ------------- | ------------------ | --------- | ------------- | ------------------ | ---------------------- | --------- |
| ۲۰۱۴[9]  | جویبار     | ۶ و ۷ آذر   | بیمه رازی        | تایتان مرکوری         | شورای شهر کرج | اتحادیه کشتی چین | کفایتی خراسان | باشگاه کشتی ارتش | گاز مازندران  | آور گو     | سورب بلای     | بیوک شهیر استانبول | گمرک چو   | باشگاه‌های ملی | ارتش عربی          | منتخب باشگاه‌های بروندی | داکا کلاب |
| ۲۰۱۵[18] | تهران      | ۵ و ۶ آذر   | بیمه رازی        | تایتان مرکوری         | کفایتی خراسان | تاشیر            | ستارگان ساری  | آتا اسپور        | گرجیا کلوب    | خاسومگابات | شهرداری همدان | ناس                | المپیک    | سی بی دبلیو   | چپلی بیروکوزو کلوب | آمریکای لاتین          | داکا کلاب |
| ۲۰۱۶     | خارکیف     | ۱۱ و ۱۲ آذر | تایتان مرکوری    | بیمه رازی             | زد دی         | ارمنستان         | قهرمان        | ستارگان ساری     | مغولستان      | تاجیکستان  | اوکراین       | استانبول سانک      | قرقیزستان | بلاروس        |                    |                        |           |
| ۲۰۱۷     | تهران      | ۱۶ و ۱۷ آذر | ایزی پایپ کاشان  | تایتان مرکوری         | ستارگان ساری  | خیموری           | رندی          | باشگاه هند       | بوداپست اس سی | بیمه رازی  | برادران بی اس | مونترال            | تاجیک ایر | کلچیک         |                    |                        |           |
| ۲۰۱۸     | بابل       | ۲۲ و ۲۳ آذر | بیمه رازی        | ترکیه                 | ستارگان ساری  | رندی             | اوکراین       | قرقیزستان        | هندوستان      | مجارستان   |               |                    |           |               |                    |                        |           |
| ۲۰۱۹     | بجنورد     | ۲۸ و ۲۹ آذر | بازار بزرگ ایران | دانشگاه آزاد مازندران | اترک خراسان   | چین              | آذربایجان     | گرجستان          | قرقیزستان     | هندوستان   |               |                    |           |               |                    |                        |           |

#### عناوین قهرمانی
- بیمه رازی ۳
- تایتان مرکوری ۱
- ایزی پایپ کاشان ۱
- بازار بزرگ ایران ۱
- 🇮🇷 بانک شهر مازندران ۱

### کشتی فرنگی مردان
| سال  | شهر میزبان | تاریخ       | مقام ۱           | مقام ۲         | مقام ۳              | مقام ۴             | مقام ۵         | مقام ۶             | مقام ۷         | مقام ۸        | مقام ۹            | مقام ۱۰             | مقام ۱۱ | مقام ۱۲    |
| ---- | ---------- | ----------- | ---------------- | -------------- | ------------------- | ------------------ | -------------- | ------------------ | -------------- | ------------- | ----------------- | ------------------- | ------- | ---------- |
| ۲۰۱۴ | آبادان     | ۱۳ و ۱۴ آذر | پاستور اندیمشک   | سامورگاشف      | استانبول بیوک شهیر  | اتحادیه کشتی       | اروند آبادان   | هفت تیر تهران      | بلاروس آرکوپه  | صبا قم        | سیرو پلادو هاوانا | فرنچ ماروش مجارستان |         |            |
| ۲۰۱۵ | خرمشهر     | ۲۶ و ۲۷ آذر | بیمه رازی        | دینامو         | دوکوهه اندیمشک      | بوداپست تی اف      | سینا صنعت ایذه | اس. پریموگا        | پتروشیمی اروند | ان اس آکادمیک | Manas             | اسکا                | مراکش   | آلپ ارسلان |
| ۲۰۱۶ | بوداپست    | ۱۱ و ۱۲ آذر | ایران الف        | ترکیه          | ایران ب             | مجارستان الف       | ارمنستان       | روسیه              | مجارستان ب     | صربستان       | بلاروس            | اوکراین             | آمریکا  | قرقیزستان  |
| ۲۰۱۷ | اصفهان     | ۵ و ۶ آذر   | بیمه رازی        | سینا صنعت ایذه | استانبول بویوک شهیر | گرجستان            | مسکو اس سی     | شهدای مدافع حرم قم | دینامو         | سامسون اس سی  |                   |                     |         |            |
| ۲۰۱۸ | اردبیل     | ۲۹ و ۳۰ آذر | بیمه رازی        | روسیه          | سینا صنعت ایذه      | استانبول بیوک شهیر | گرجستان        | مدافع حرم اردبیل   | اوکراین        | صربستان       | قرقیزستان         |                     |         |            |
| ۲۰۱۹ | بجنورد     | ۲۹ و ۳۰ آذر | بازار بزرگ ایران | سینا صنعت ایذه | جمهوری آذربایجان    | گهرزمین سیرجان     | هندوستان       | ارمنستان           |                |               |                   |                     |         |            |

#### عناوین قهرمانی
- بیمه رازی ۳
- پاستور اندیمشک ۱
- بازار بزرگ ایران ۱

## حاشیه‌ها

### بازتاب جهانی حضور مادر یک کشتی‌گیر در رقابت‌های باشگاه‌های جهان
حضور مادر یک کشتی‌گیر در سالن مسابقات در حالی که زنان در ایران اجازه تماشای مسابقات مردان در سالن‌ها و استادیوم‌ها را ندارند، مادر امیر قاسمی‌منجزی، کشتی‌گیر وزن ۱۳۰ کیلوگرم این فرصت را پیدا کرد تا در سالن حاضر شود و شاهد پیروزی فرزندش در رقابت‌های باشگاه‌های جهان باشد.

### محرومیت دو کشتی گیر ایرانی
در مرحله نیمه نهایی مسابقات کشتی فرنگی باشگاه‌های جهان سال ۲۰۱۵، دو تیم بیمه رازی و دوکوهه اندیمشک در حالی برای صعود به مرحله فینال با یکدیگر به رقابت پرداختند، که کشتی‌گیران این دو تیم در وزن ۱۳۰ کیلوگرم به دلیل درگیری بایکدیگر دیسکالیفه شدند و از ادامه حضور در مسابقات نیز محروم شدند. نعمت چگانی و باباجان زاده در مسابقه سنگین‌وزن با یکدیگر به شدت درگیر شدند که منجر به قطع مسابقه شد و در نهایت داوران هر دو کشتی‌گیر را دیسکالیفه کردند. وقتی باباجانزاده قصد ترک تشک را داشت نعمت چکانی دوباره شروع به رجز خوانی برای باباجان زاده کرد و در ادامه درگیری به قدری شدید شد که کشتی‌گیران خوزستانی هم به سوی باباجانزاده حمله‌ور شدند و درگیری به سکوها هم کشید و نیروی انتظامی مجبور به مداخله شد. در این میان سعید عبدولی برای ختم غائله تلاش می‌کرد. به این ترتیب این دو تیم در ادامه مسابقات باباجان زاده و نعت چکانی را در اختیار نداشتند.